# Mosel-Nahe-Wanderweg
Der Mosel-Nahe-Wanderweg verläuft von Zell an der Mosel über Kirchberg im Hunsrück nach Martinstein an der Nahe. Der Wanderweg wurde von dem Hunsrückverein angelegt, jedoch nicht mehr von diesem betreut. Gekennzeichnet ist der Weg durch ein weißes "┴" auf grünem Grund.

## Streckenverlauf
- Anschluss Moselhöhenweg
- Zell (Mosel)
- Anschluss Saar-Hunsrück-Steig
- Altlay
- Würrich
- Bärenbach
- Anschluss Saar-Hunsrück-Steig
- Ober Kostenz
- Anschluss Hunsrückhöhenweg
- Nieder Kostenz
- Kirchberg
- Anschluss Keltenweg
- Ravengiersburg
- Gemünden
- Anschluss Soonwaldsteig
- Henau
- Seesbach
- Martinstein
- Anschluss Nahehöhenweg

## Sehenswertes
- Mosel in Zell
- Altlayer Schweiz
- Mittelpunkt von Rheinland-Pfalz in Bärenbach
- Jüdischer Friedhof in Sohren
- Eisenbahnviadukt in Nieder Kostenz
- Altstadt in Kirchberg
- Hunsrückdom in Ravengiersburg
- Schloss in Gemünden
- Burgruine Koppenstein in Henau
- Naheliegende Traumschleifen[2]:
  - Traumschleife Altlayer Schweiz (Altlay)
  - Traumschleife Karrenberg (Kirchberg)
  - Traumschleife Soonwald (Mengerschied)
  - Traumschleife Heimat (Gemünden)